# Преняс
Преняс (на албански: Prrenjas или Prrenjasi) e град в Албания. Населението му е 5847 жители (2011 г.). Намира се в часова зона UTC+1. Пощенските му кодове са 3403 – 3404, а телефонният 0591. МПС кодът му е LB.